# Chorizomma
Chorizomma subterraneum es una especie de araña araneomorfa de la familia Dictynidae. Es la única especie del género monotípico Chorizomma.  

## Distribución
Es originaria del norte de España y Portugal y de Francia en los Pirineos.